# Gregorio Lazzarini
Gregorio Lazzarini (Venezia, 1655 – Villabona Veronese, 10 novembre 1730) è stato un pittore italiano.

## Biografia e opere
Il padre Sante era un barbiere.
Si formò presso il pittore genovese Francesco Rosa e nella bottega dell'artista barocco Pietro della Vecchia. La sua opera più conosciuta è conservata nella sala dello scrutinio a Palazzo Ducale, dove egli decorò l'arco Morosini; sempre a Venezia, fu attivo anche a Ca' Zenobio degli Armeni e a Palazzo Priuli Ruzzini. Un gruppo di dipinti suoi è in mostra presso la sala San Tommaso della basilica dei Santi Giovanni e Paolo. Una delle opere a lui attribuite è l'Ultima cena, custodita nel Duomo di Caorle. Altre due opere invece sono presenti nella chiesa di San Biagio a Lendinara: L'esaltazione dell'eucaristia da parte di santi francescani , risalente al 1725 circa, e la pala con L'Immacolata concezione venerata dai Santi Biagio e Francesco, dello stesso periodo. 
Una delle sue qualità principali è l'eclettismo. Questa sua capacità lo aiutava a soddisfare i clienti.
Alla sua scuola si formarono la sorella Elisabetta Lazzarini e Giambattista Tiepolo.